# Eleição municipal de São Paulo em 1965
A eleição municipal da cidade de São Paulo em 1965 foi realizada em 21 de março de daquele ano para eleger o prefeito e o vice-prefeito. Foi a primeira e única eleição direta para esses cargos realizada durante o período da ditadura militar. Após a edição do Ato Institucional n.º 3 em 1966, os prefeitos das capitais estaduais não seriam mais eleitos pelo voto popular, mas sim nomeados diretamente pelos governadores - eram os chamados prefeitos biônicos. Somente a partir de 1985, com a redemocratização do Brasil, os prefeitos voltariam a ser eleitos por voto direto da população.
Candidato apoiado pelo ex-presidente Jânio Quadros, o brigadeiro José Vicente Faria Lima, do MTR, venceu a disputa para prefeito com 463.434 votos (ou 43,43% dos votos válidos), uma vantagem confortável ante ao segundo melhor colocado, Laudo Natel, do PL, que teve 188.737 votos (ou 17,68% dos votos válidos). Já para o vice-prefeito, Leôncio Ferraz Júnior, do PR, foi o mais votado, com 310.889 votos.
Os eleitos foram empossados em 8 de abril de 1965 para um mandato de quatro anos.

## Candidatos

### Prefeito
A eleição para prefeito de São Paulo foi disputada por oito candidatos:
- Auro de Moura Andrade, do Partido Social Democrático, em coligação com o Partido Social Progressista.
- Franco Montoro, do Partido Democrata Cristão, em coligação com o Partido Socialista Brasileiro.
- Januário Mantelli Neto, do Partido Rural Trabalhista.
- José Vicente Faria Lima, do Movimento Trabalhista Renovador, em coligação com o Partido Republicano.
- Juvenal Lino de Matos, do Partido Trabalhista Brasileiro, em coligação com o Partido Trabalhista Nacional.
- Laudo Natel, do Partido Libertador.
- Paulo Egydio Martins, da União Democrática Nacional.
- Pedro Geraldo Costa, do Partido Social Trabalhista.

### Vice-prefeito
Além da escolha do prefeito, os eleitores votaram também no vice-prefeito, cuja eleição teve como postulantes:
- David Lerer (PSB)
- José Cirilo (Partido da Representação Popular)
- Leôncio Ferraz Junior (MTR/PR)
- Manoel Figueiredo Ferraz (PSD/PSP)
- Mário Osassa (PRT)
- Mário Teles (PR).

## Resultados

### Prefeito
| Candidato                | Partido/Coligação        | Votos     | Porcentagem |
| ------------------------ | ------------------------ | --------- | ----------- |
| Faria Lima               | MTR / PR                 | 463 634   | 43,43%      |
| Laudo Natel              | PL                       | 188 737   | 17,68%      |
| Auro de Moura Andrade    | PSD / PSP                | 126 822   | 11,88%      |
| Pedro Geraldo Costa      | PST                      | 94 039    | 8,81%       |
| Paulo Egydio Martins     | UDN                      | 89 546    | 8,39%       |
| Franco Montoro           | PDC / PSB                | 52 026    | 4,87%       |
| Lino de Matos            | PTB / PTN                | 34 950    | 3,27%       |
| Januário Mantelli Neto   | PRT                      | 17 886    | 1,68%       |
| → Total de votos válidos | → Total de votos válidos | 1 067 640 | 91,71%      |
| → Votos em branco        | → Votos em branco        | 33 877    | 2,91%       |
| → Votos nulos            | → Votos nulos            | 62 522    | 5,38%       |
| Total de votos           | Total de votos           | 1 164 039 | 100%        |
| Fonte(s):                |                          |           |             |

| Partido | Partido | Candidato     | Votos     | Votos (%) |
| ------- | ------- | ------------- | --------- | --------- |
|         | MTR     | Faria Lima    | 463 634   | 43,43%    |
|         | PL      | Natel         | 188 737   | 17,68%    |
|         | PSD     | Andrade       | 126 822   | 11,88%    |
|         | PST     | Costa         | 94 039    | 8,81%     |
|         | UDN     | Martins       | 89 546    | 8,39%     |
|         | PDC     | Montoro       | 52 026    | 4,87%     |
|         | PTB     | Lino de Matos | 34 950    | 3,27%     |
|         | PRT     | Mantelli      | 17 886    | 1,68%     |
| Totais  | Totais  | Totais        | 1 067 640 |           |

### Vice-prefeito
| Candidato                           | Partido/Coligação | Votos     |
| ----------------------------------- | ----------------- | --------- |
| Leôncio Ferraz Júnior               | PR / MTR          | 310 889   |
| Mário Teles                         | PL                | 184 512   |
| Manoel Martins de Figueiredo Ferraz | PSP / PSD / PST   | 158 391   |
| David José Lerer                    | PSB               | 108 280   |
| Renato Ferrari                      | PDC               | 70 896    |
| Mário Osassa                        | PDC               | 45 992    |
| José Ferreira Alves Cirillo         | PRP               | 30 021    |
| Votos em branco                     | Votos em branco   | 163 227   |
| Votos nulos                         | Votos nulos       | 65 703    |
| Total de votos                      | Total de votos    | 1 026 588 |
| Fonte(s):                           |                   |           |